# Andrei Safonov
Andrei Safonov (în rusă Андре́й Миха́йлович Сафо́нов; n. 6 iunie 1964, Chișinău, RSS Moldovenească, URSS) este un analist politic din Transnistria, autorul a mai multor articole din presa națională, cât și internațională, care a fost deputat în primul Parlament al Republicii Moldova.

## Biografie
Andrei Safonov s-a născut la 6 iunie 1964 în Chișinău. În perioada 1971-1981 a studiat în Gimnaziul nr. 33 din Chișinău. A fost deputat în primul parlament al Republicii Moldova, apoi primul ministru al educației al auto-proclamatei Republici Moldovenești Nistrene.
A participat la alegerile prezidențiale din Transnistria de la 10 decembrie 2006, ca și concurent al fostului președinte Igor Smirnov, și s-a clasat pe locul 3, obținând 3,9% din voturi.
În decembrie 2015 a fost ales deputat în așa-zisul parlament transnistrean, funcție pe care o deține și în prezent.

### Viziuni politice
Safonov s-a remarcat de mai multe ori prin opinii antiromânești. Acesta consideră România un stat fascist, imperialist, susținând chiar dezmembrarea României și distrugerea acesteia ca stat.